# سرویس امنیتی اوکراین
سرویس امنیتی اوکراین یا SBU (اوکراینی: СБУ) مرجع اجرای قانون و سازمان اطلاعاتی و امنیتی اصلی دولت اوکراین در زمینهٔ فعالیت‌های ضداطلاعاتی و مبارزه با تروریسم است. SBU همچنین واحد نیروهای ویژه خود، موسوم به گروه آلفا را اداره می‌کند.
SBU جانشین شاخهٔ اوکراینی کاگ‌ب شوروی است که پس از اعلامیهٔ استقلال اوکراین در سال ۱۹۹۱ ایجاد شد. از زمان انقلاب ۲۰۱۴ اوکراین، SBU پس از یک تجدید ساختار، در خدمت دولت جدید اوکراین قرار گرفت. SBU از آن زمان، در عملیات علیه روسیه و تجزیه‌طلبان طرفدار روسیه در دونباس، پس از شروع جنگ در دونباس و سپس در جنگ گسترده‌تر مداخله نظامی روسیه در اوکراین، شرکت داشته است.

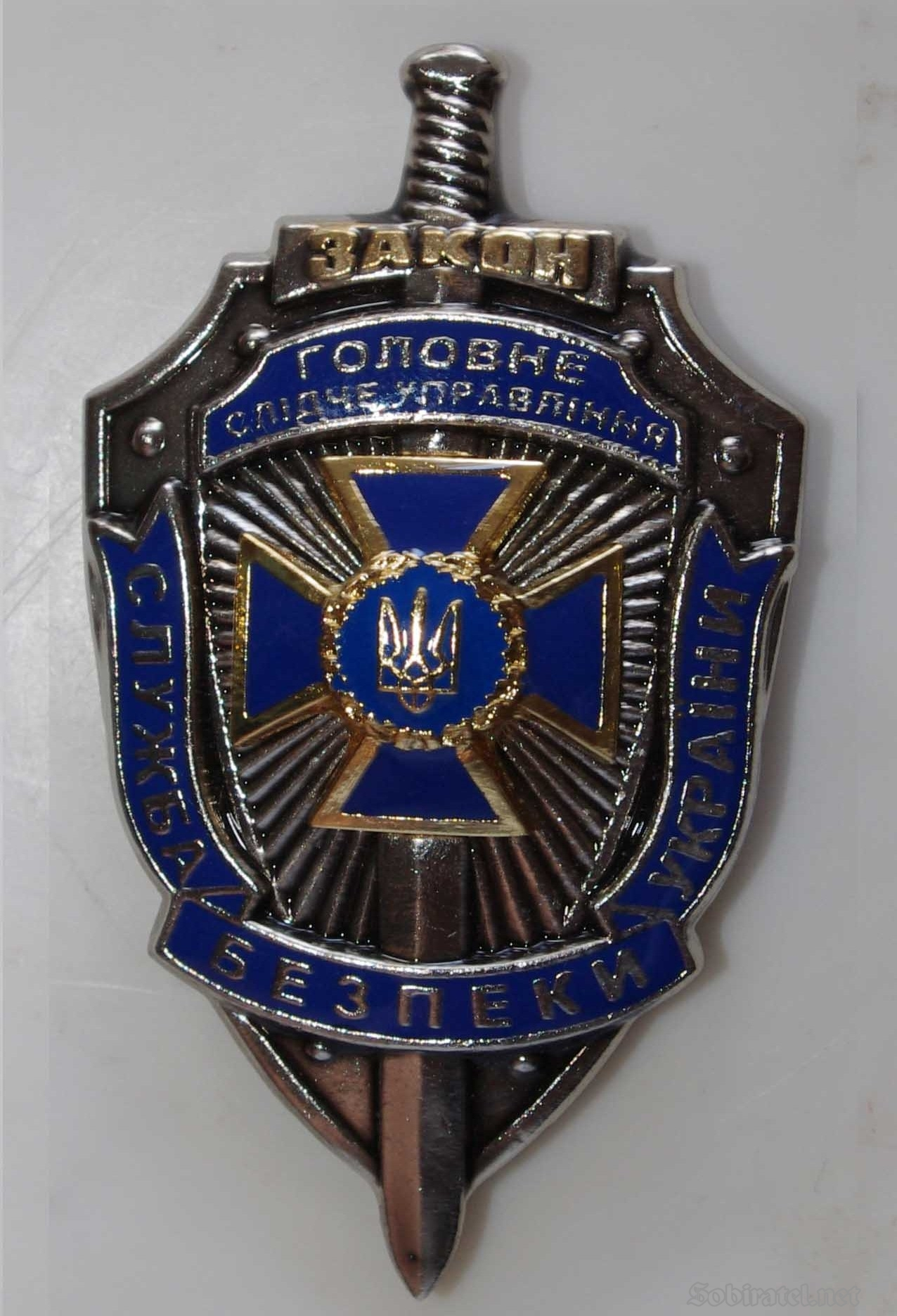

نشان افسران اطلاعاتی اوکراین

## وظایف و مسئولیت‌ها
سرویس امنیتی اوکراین، در حیطهٔ صلاحیت خود که توسط قانون تعریف شده است، به حفاظت از حاکمیت ملی، نظم در انجام قانون اساسی اوکراین، تمامیت ارضی، پتانسیل اقتصادی، علمی، فنی و دفاعی اوکراین، منافع قانونی دولت و حقوق مدنی می‌پردازد. مقابله با فعالیت‌های اطلاعاتی و خرابکارانهٔ سرویس‌های ویژه خارجی و مداخله غیرقانونی سازمان‌ها، گروه‌ها و افراد خاص و همچنین تضمین حفاظت از اسرار دولتی، از وظایف این سرویس است.
سایر وظایف این سرویس، عبارت‌اند از مبارزه با جنایات تهدیدکنندهٔ صلح و امنیت بشریت، تروریسم، فساد و فعالیت‌های مجرمانهٔ سازمان‌یافته در حوزهٔ مدیریت و اقتصاد و همچنین مقابله با سایر اقدامات غیرقانونی که در کوتاه‌مدت، منافع حیاتی اوکراین را تهدید می‌کند.

## مدیران
تأسیس ۲۰ سپتامبر ۱۹۹۱
- نیکولای میخائیلوویچ گولوشکو (۲۰ سپتامبر ۱۹۹۱–۶ نوامبر ۱۹۹۱)
- یوهن کیریلوویچ مارچوک (۶ نوامبر ۱۹۹۱–۱۲ ژوئیهٔ ۱۹۹۴)
- والری واسیلیویچ مالیکوف (۱۲ ژوئیهٔ ۱۹۹۴–۳ ژوئیهٔ ۱۹۹۵)
- ولودیمیر ایوانوویچ رادچنکو (۳ ژوئیهٔ ۱۹۹۵–۲۲ آوریل ۱۹۹۸)
- لئونید واسیلیویچ درکاچ (۲۲ آوریل ۱۹۹۸–۱۰ فوریهٔ ۲۰۰۱)
- ولودیمیر ایوانوویچ رادچنکو (۱۰ فوریهٔ ۲۰۰۱–۲ سپتامبر ۲۰۰۳)
- ایهور پتروویچ اسمشکو (۴ سپتامبر ۲۰۰۳–۴ فوریهٔ ۲۰۰۵)
- اولکساندر تورچینوف (۴ فوریهٔ ۲۰۰۵–۸ سپتامبر ۲۰۰۵)
- ایهور واسیلویچ دریژچانی (۸ سپتامبر ۲۰۰۵–۲۲ دسامبر ۲۰۰۶)
- والنتین اولکساندروویچ نالیوایچنکو (۲۲ دسامبر ۲۰۰۶–۶ مارس ۲۰۰۹)
- والنتین اولکساندروویچ نالیوایچنکو (۶ مارس ۲۰۰۹–۱۱ مارس ۲۰۱۰)
- والری ایوانوویچ خوروشکوفسکی (۱۱ مارس ۲۰۱۰–۱۸ ژانویهٔ ۲۰۱۲)
- ولودیمیر روکیتسکی (۱۹ ژانویهٔ ۲۰۱۲–۳ فوریهٔ ۲۰۱۲)
- ایگور کالینین (۳ فوریهٔ ۲۰۱۲–۹ ژانویهٔ ۲۰۱۳)
- الکساندر گریگوریویچ یاکیمنکو (۹ ژانویهٔ ۲۰۱۳–۲۴ فوریهٔ ۲۰۱۴)
- والنتین نالیوایچنکو (۲۴ فوریهٔ ۲۰۱۴–۱۸ ژوئن ۲۰۱۵)[۷][۸]
- واسیل هریتساک (۲ ژوئیهٔ ۲۰۱۵–۲۹ اوت ۲۰۱۹)[۹]
- ایوان باکانف (به‌طور رسمی توسط پارلمان در ۲۹ اوت ۲۰۱۹ منصوب شد)

## سازمان
ساختار کلی و روش‌های عملیاتی SBU به نظر می‌رسد بسیار شبیه به ساختار قبلی خود (KGB جمهوری سوسیالیستی شوروی اوکراین) به استثنای گارد مرزی اوکراین و بخش مسئول امنیت مقامات عالی‌رتبه دولتی است. هر دوی آنها به نهادهای مستقل تبدیل شدند. با این حال، SBU واحدهای عملیات ویژه آلفا را با پایگاه‌هایی در هر استان اوکراین تحت کنترل خود نگه می‌دارد. به گفته تاراس کوزیو، کارشناس سیاسی بریتانیایی، ساختار سازمانی SBU در مقایسه با پیشین خود، KGB اوکراین شوروی، از نظر اندازه متورم باقی مانده است، زیرا تعداد کل افسران فعال به ۳۰۰۰۰ نفر می‌رسد. شش برابر بزرگتر از مجموع MI5 سازمان اطلاعات داخلی بریتانیا و MI6 سازمان اطلاعات خارجی بریتانیا است. طبق این برآورد پس تعداد افسران SBU تقریباً با تعداد اعضای وزارت اطلاعات جمهوری اسلامی ایران برابر است.

### ساختار
- دستگاه مرکزی (که شامل ۲۵ بخش است)
- ریاست اصلی مبارزه با فساد اداری و جرایم سازمان یافته
- بخش‌های منطقه ای SBU (شامل ۲۶ بخش)
- بخش ویژه
- مرکز مبارزه با تروریسم با بسیاری از وزارتخانه‌ها و سایر نهادهای دولتی مانند وزارت کشور، وزارت دفاع، وزارت بهداشت، سرویس مرزبانی دولتی و… همکاری می‌کند.
- مؤسسات آموزشی
- آکادمی ملی سرویس امنیت اوکراین
- موسسه آماده‌سازی پرسنل خدماتی در آکادمی ملی حقوق یاروسلاو حکیم
- سایر موسسات آموزشی
- آرشیو دولتی SBU
- گروه ویژه «آلفا»[۱۲]

## تاریخچه

### جمهوری خلق اوکراین/دولت اوکراین
در ۱۴ ژانویه ۱۹۱۸، جمهوری خلق اوکراین خدمات امنیتی خود را تأسیس کرد. در ماه مه ۱۹۱۸، اداره گارد دولتی وزارت امور داخلی دولت اوکراین شروع به تشکیل یک سرویس اطلاعاتی جدید کرد. این آژانس به دلیل ادغام کارمندان سابق اوخرانا (نیروی پلیس مخفی امپراتوری روسیه) بسیار مؤثرتر از دستگاه قبلی خود بود. پس از سقوط دولت اوکراین و بازگشت قدرت جمهوری خلق اوکراین (UNR) در دسامبر ۱۹۱۸، مقامات جدید UNR تقریباً تمام زیرساخت‌های دولتی دولت اوکراین را نابود کردند؛ بنابراین، سرویس‌های مخفی جدید تأسیس شده در ژانویه ۱۹۱۹ (با دو بخش داخلی و خارجی) باید عملاً از صفر کار خود را شروع می‌کردند. این سازمان هرگز به اندازه پیشرو خود، یعنی سرویس‌های امنیتی دولت اوکراین، موفق نبود. از سوی دیگر، سرویس‌های امنیتی جمهوری خلق اوکراین غربی به خوبی سازماندهی شده بودند. جمهوری خلق اوکراین غربی در مارس ۱۹۱۹ به عنوان ژاندارمری میدانی ارتش گالیسیای اوکراین (این کشور همچنین به عنوان پلیس نظامی خدمت می‌کرد) تشکیل شد. هیچ همکاری بین سرویس‌های امنیتی جمهوری خلق اوکراین غربی و جمهوری خلق اوکراین وجود نداشت. در سال ۱۹۲۴ (آوریل تا ژوئیه ۱۹۱۹) رئیس سابق اطلاعات جمهوری خلق اوکراین مایکولا چبوتاروف کار اطلاعاتی را با ابتکار خود برای دولت جمهوری خلق اوکراین در تبعید در قلمرو SSR اوکراین آغاز کرد.
- سربازان ویژه گروه آلفا SBU

### دوران شوروی
چکای تمام اوکراینی در ۳ دسامبر ۱۹۱۸ در کورسک به ابتکار یاکوف سوردلوف و دستور لنین تشکیل شد. این کمیسیون بر اساس فرمان دولت موقت کارگران و دهقانان اوکراین تشکیل شد و بعداً در ۳۰ مه ۱۹۱۹ توسط کمیته اجرایی مرکزی سراسر اوکراین به تصویب رسید. برای حمایت از دولت شوروی در اوکراین، در مسکو یک سپاه ویژه با ۲۴۵۰۰ سرباز به عنوان بخشی از چکای سراسر اوکراین تشکیل شد. در بهار ۱۹۱۹ شورای مبارزه با ضدانقلاب تشکیل شد و متشکل از آدولف جوفه، استانیسلاو کوسیور و مارتین لاتسیس بود. در سال‌های اولیه‌اش، آژانس امنیتی با «راهزنان ملی‌گرای کولاک» (دهقانانی که در برابر مصادره زمین‌هایشان و مجبور شدن به مزارع جمعی مقاومت می‌کردند) جنگید. در ۱۹ آگوست ۱۹۲۰، چکای سراسر اوکراین همه اعضای کنفرانس منشویک‌ها را پس از متهم کردن آنها به ضدانقلابی دستگیر کرد. در دهم دسامبر ۱۹۳۴، اداره سیاسی دولتی اوکراین منحل شد و بخشی از NKVD اوکراین شد.

### بین سال‌های ۱۹۹۰ تا ۲۰۰۵
- مقر SBU در کیف

SBU جانشین شاخه KGB اتحاد جماهیر شوروی سوسیالیستی است که اکثر پرسنل دهه ۱۹۹۰ خود را که بسیاری از آنها از اداره پنجم KGB بودند را در خود نگه می‌دارد. این اقدام در سپتامبر ۱۹۹۱ پس از استقلال اوت ۱۹۹۱ اوکراین از شوروی ایجاد شد. سرهنگ ژنرال نیکولای گولوشکو آخرین رئیس شعبه جمهوری سوسیالیستی شوروی اوکراین، به مدت چهار ماه به عنوان رئیس سرویس امنیتی تازه تأسیس اوکراین باقی ماند و سپس به روسیه رفت. (گولوشکو در سال ۱۹۹۳ و ۱۹۹۴ ریاست سرویس ضد جاسوسی فدرال روسیه را بر عهده داشت). از سال ۱۹۹۲، آژانس در کارکردهای اطلاعاتی با شاخه اطلاعاتی وزارت دفاع اوکراین رقابت می‌کند. با وجود این، ایهور اسمشکو، رئیس سابق اطلاعات نظامی و کارشناس جاسوسی فناوری GRU، تا سال ۲۰۰۵ به عنوان رئیس SBU خدمت کرد. به گفته تاراس کوزیو در طول دهه ۱۹۹۰ در برخی از مناطق اوکراین (دونتسک) SBU با مجرمان محلی که در خصوصی‌سازی اموال دولتی (به اصطلاح prykhvatizatsiya) شرکت می‌کردند، با نادیده گرفتن اهداف عملیاتی و سطح سرسام آور خشونت محلی همکاری کرد. یک حادثه بدنام در دسامبر ۱۹۹۵ در غرب اوکراین رخ داد، زمانی که یک شهروند محلی یوری موزولا توسط ماموران SBU دستگیر شد، مورد بازجویی و شکنجه وحشیانه سه روز قرار گرفت. او از اعتراف به اتهامات ساختگی قتل خودداری کرد و در بازداشت SBU درگذشت. بعداً معلوم شد که قاتل واقعی آناتولی اونوپرینکو بوده است. وی سال بعد دستگیر شد.

## مدال‌های افتخار

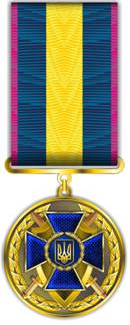
۲۵ سال خدمت
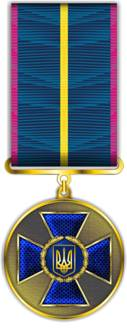
۲۰ سال خدمت
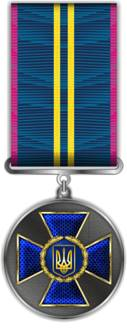
۲۰ سال خدمت
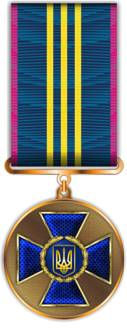
۲۰ سال خدمت